# Georges Winckelmans
Georges Winckelmans est un footballeur et entraîneur français, né le 14 juillet 1910 à Lambersart et mort le 13 novembre 1991 à Armentières.

## Biographie
Georges Winckelmans évolue comme milieu de terrain ou ailier droit dès le début du professionnalisme à l'Olympique lillois : il est le héros de la finale du premier championnat de France le 14 mai 1933 à Colombes (O. lillois-AS Cannes, 4-3). Il marque deux des buts nordistes dont celui de la victoire à la 86e minute.
En 1935, il part jouer au RC Roubaix. Le club roubaisien est vice-champion de Division 2 en 1936 et rejoint l'élite où il se maintient la saison suivante.
Georges Winckelmans retourne à l'Olympique lillois en 1937 où il termine sa carrière de joueur avec le début de la guerre qui interrompt toute activité du club. L'OL fusionne en 1941 avec son voisin l'Iris Club Lillois pour former l'OIC Lille. Georges Winckelmans devient alors l'entraîneur de cette nouvelle équipe, jusqu'en 1943.
Après la guerre, il continue une carrière d'entraîneur, au CO Roubaix-Tourcoing en 1947-1948, puis au SO Montpellier, de 1948 à 1950.

## Statistiques
| Saison    | Club              | Championnat        | Championnat | Championnat | Coupe(s) nationale(s) | Coupe(s) nationale(s) | Total | Total |
| Saison    | Club              | Division           | M.          | B.          | M.                    | B.                    | M.    | B.    |
| 1932-1933 | Olympique lillois | Division Nationale | 18          | 5           | 3                     | 2                     | 21    | 7     |
| 1933-1934 | Olympique lillois | Division 1         | 19          | 5           | 5                     | 1                     | 24    | 6     |
| 1934-1935 | Olympique lillois | Division 1         | 10          | 0           | 1                     | 0                     | 11    | 0     |
| 1935-1936 | RC Roubaix        | Division 2         | 22          | 9           | 3                     | 1                     | 25    | 10    |
| 1936-1937 | Olympique lillois | Division 1         | 19          | 3           | 2                     | 1                     | 21    | 4     |
| 1937-1938 | Olympique lillois | Division 1         | 22          | 5           | 7                     | 0                     | 29    | 5     |
| 1938-1939 | Olympique lillois | Division 1         | 22          | 3           | 3                     | 0                     | 25    | 3     |

## Palmarès
- Champion de France en 1933 avec l'Olympique lillois
- Vice-champion de France D2 en 1936 avec le RC Roubaix